# Johannes Ewald
Œuvres principales
- Rolf Krage
- La Mort de Balder
- Les Pêcheurs

Johannes Ewald, né à Copenhague le 18 novembre 1743 et mort dans la même ville le 17 mars 1781, est un poète et dramaturge danois. Il est l'un des plus importants écrivains danois du XVIIIe siècle.

## Biographie
Il fait des études théologiques et combat dans l'armée prussienne pendant la guerre de Sept Ans mais son véritable intérêt est la littérature. Il est fortement influencé par l'œuvre de Friedrich Gottlieb Klopstock et écrit des poèmes et des pièces de théâtre tout en menant une vie de bohème, marquée par l'alcoolisme et par sa mauvaise santé. Précurseur du romantisme, il se base dans ses pièces sur des sujets de la mythologie nordique, notamment Rolf Krage (1770) et La Mort de Baldur (Balders Død, 1773). Il demeure à Rungstedlund de 1773 à 1775 et y passe deux années assez heureuses durant lesquelles il écrit certains de ses meilleurs poèmes, dont Les Délices de Rungstedt (Rungsteds Lyksaligheder), où il exprime la violence de ses sentiments. Mais il doit partir ensuite pour Humlebæk, où il sombre dans la dépression, avant de s'installer près d'Elseneur. Il traverse en 1777 une crise mystique et écrit des poèmes d'inspiration religieuse. Il connaît enfin la gloire un peu avant sa mort prématurée, causée par l'alcool et ses rhumatismes, avec la pièce lyrique d'inspiration contemporaine Les Pêcheurs (Fiskerne, 1780), mise en musique par Johann Hartmann, et où figurent les paroles de l'hymne royal du Danemark, Kong Christian stod ved højen mast. Sa pièce La mort de Baldur - elle aussi mise en musique par Johann Hartmann - connaîtra également un grand succès lors de sa création.